# Charlotte Schmid (Politikerin)

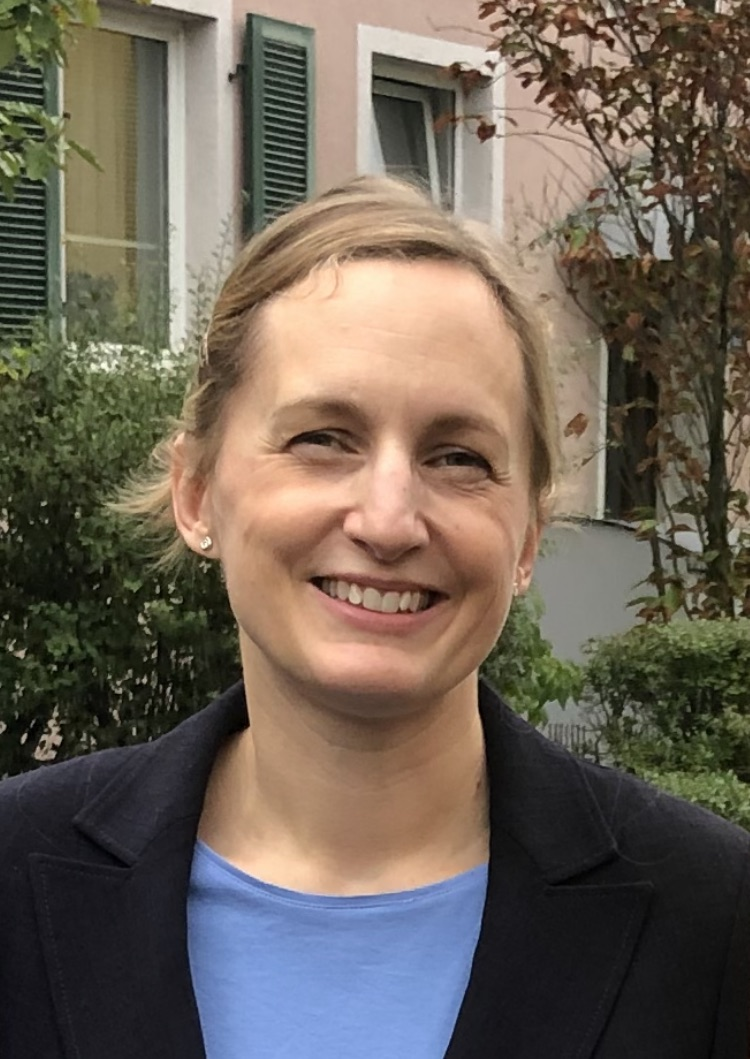
Charlotte Schmid (2022)

Charlotte Elizabeth Schmid (* 1977 in Portsmouth, Vereinigtes Königreich) ist eine deutsche Politikerin. Sie war von Oktober 2022 bis November 2024 Bundesvorsitzende der Ökologisch-Demokratischen Partei (ÖDP) gewesen.

## Ausbildung und beruflicher Werdegang
Schmid studierte ab 1995 Latein und Altgriechisch an der Universität Oxford. Von 1999 bis 2000 absolvierte sie ein Austauschjahr an der Ludwig-Maximilians-Universität München. 2001 schloss sie ihr Studium mit einem Mastergrad ab.
Von 2002 bis 2009 war Schmid bei verschiedenen Unternehmen im Großraum München und in London als Angestellte im Bereich Personalvermittlung, Projektmanagement und Projektassistenz tätig. Seit 2007 lebt sie durchgängig in Deutschland. Von 2009 bis 2015 war Schmid in Elternzeit. Sie unterrichtete von 2014 bis 2016 die erste und zweite Klasse einer Grundschule in Englisch. Von 2015 bis 2018 war Schmid als Übersetzerin und Verwaltungskraft bei einer Patentanwaltskanzlei angestellt. Von 2018 bis 2024 war sie selbstständige Übersetzerin mit einer Spezialisierung auf Patente. Sie übersetzte vom Deutschen ins Englische. Zwischen Januar 2024 und Juni 2025 absolvierte sie erfolgreich eine Ausbildung zu Umwelt- und Klimaschutzmanagerin bei der ILS. Seit Januar 2025 arbeitet sie im Bereich Philanthropie bei der Deutschen Umwelthilfe e.V. 
Nebenberuflich ist Schmid seit 2013 Chorsängerin bei der Jesuitenkirche St. Michael in München. Bereits in ihrer Studienzeit sang sie im Kammerchor Schola Cantorum of Oxford.

## Politik
Schmid kam im Frühling 2019 durch das Volksbegehren „Rettet die Bienen“ zur ÖDP. Im März 2020 trat sie als Kandidatin auf der ÖDP-Liste bei der Wahl des Ebersberger Kreistages an. Im September 2020 wurde sie zur Beisitzerin im Bundesvorstand der ÖDP und zur stellvertretenden Vorsitzenden des ÖDP-Kreisverbandes Ebersberg gewählt. Bei der Bundestagswahl 2021 kandidierte sie im Bundestagswahlkreis Erding – Ebersberg und auf der bayerischen Landesliste der ÖDP. Als ihre inhaltlichen Lieblingsthemen gab sie die Energiewende, die Verkehrswende, Umweltverschmutzung und Kreislaufwirtschaft an. Im April 2022 wurde sie zur stellvertretenden Bundesvorsitzenden der ÖDP gewählt. Auf dem ÖDP-Bundesparteitag im Oktober 2022 bewarb sich Schmid um den Bundesvorsitz der Partei. In der Stichwahl konnte sie sich mit einer Mehrheit von 99 zu 96 Stimmen gegen den Amtsinhaber Christian Rechholz durchsetzen. Schmid ist außerdem aktives Mitglied beim Bund Naturschutz in Bayern. 2024 kandidierte sie nicht noch einmal für den Bundesvorsitz und wurde von Günther Brendle-Behnisch abgelöst. Den nicht mit allen Parteimitgliedern angenehmen und konstruktiven Umgang sowie die zu langsame Umsetzung von wirksamen Klimaschutz, auch in ihrer eigenen Partei, nannte sie als Grund der nur einmaligen Amtszeit.

## Privates
Schmid hat zwei Kinder und lebt im oberbayerischen Poing. Sie übt Taekwondo als Hobby aus. 2017 erwarb die gebürtige Britin die deutsche Staatsangehörigkeit.